# Carl Ludwig Christian von Wartensleben
Carl Ludwig Christian von Wartensleben (* 24. Juli 1733; † 1. April 1805) war ein niederländischer Generalleutnant deutscher Herkunft und auch Kämmerer des Kurfürsten der Pfalz.

## Leben

### Herkunft
Er entstammt der Linie Wartensleben aus dem Haus Exten. Seine Eltern waren Carl Philipp Christian von Wartensleben (* 11. Februar 1689; † 3. Januar 1760) und dessen Ehefrau Albertine Luise Sophie Christine Quad von Wickrath (* 19. Juli 1697; † 7. Mai 1744). Sie war die Tochter von Ludwig Alexander Rölemann von Quadt von Wykradt.

### Militärkarriere
Wartensleben begann seine Karriere in der niederländischen Armee. Am 12. Juni 1747 wurde er mit Patent vom 5. April 1748 vom Prinz von Oranien zum Hauptmann des 3. Bataillons der Hochdeutschen Truppen ernannt. Das Regiment wurde 1752 mit den 2. Regiment verschmolzen und Wartensleben kam in das 1. Bataillon. Im Jahr 1759 wechselte er in österreichische Dienste und kam dort in das Oguliner Grenz-Regiment. Er muss dann aber wieder zurückgekehrt sein, denn am 25. März 1766 wurde er zum Major des 2. Regiments befördert. Wartensleben wurde Nachfolger seines älteren Bruders Friedrich August Alexander (* 8. April 1731; † 2. Dezember 1793). Schon am 10. September erhielt er den Charakter eines Oberstleutnants und am 18. Februar 1774 den eines Obersts.
Am 30. April 1789 wurde er mit dem Patent vom 15. Oktober 1787 zum Generalmajor der Infanterie ernannt. Sein Patent als Oberstleutnant des 2. Regiments erhielt er aber erst am 13. Juli 1790. Er wurde damit Nachfolger des Marquis de Bellgarde, der das Regiment Nassau-Usingen übernahm. Am 28. Februar 1794 wurde er zum Generalleutnant ernannt.
Als die Niederlande 1793 in den Ersten Koalitionskrieg eintraten, kam Wartensleben zur Armee des Prinzen von Oranien. Er nahm an den Gefechten von Mruchin und Werwick teil. Am 16. Juni 1794 kommandierte er die 4. Kolonne in der Schlacht bei Charleroi und wurde verwundet. Er nahm seinen Abschied, kehrte nach Exten zurück und starb am 1. April 1805 an den Verletzungen.

### Familie
Wartensleben heiratete im August 1758 Conradine Dorothea von Quadt (* 9. August 1736; † 2. Juni 1802), Tochter von Johann Christian Rölemann Quadt von Wickrath. Nach dem Tod seiner ersten Frau heiratete er am 8. Juni 1803 die Gräfin Isabella Johanna Wilhelmine von Lynar (* 17. November 1781; † 25. Februar 1849). Mit ihr hatte er die Tochter Katharina Isabella Caroline Marianna (* 28. September 1804; † 2. Juni 1884), die sich am 13. April 1825 mit Eckhard Pabst von Ohain († 11. April 1853) verheiratete.
Nach Wartenslebens Tod heiratete seine Witwe am 28. Oktober 1806 den preußischen Oberlandesgerichtspräsidenten Freiherr Hans Carl Erdmann von Manteuffel (* 6. März 1773; † 31. März 1844).